# Raven's Home (3.ª temporada)
A  terceira temporada de Raven's Home estreou em 17 de junho de 2019.

## Sinopse
Depois de tantos anos Raven Baxter e suas aventuras retornam, contudo em um novo contexto, mais amadurecida e mais atrapalhada do que nunca. 
Nesse momento a protagonista e a sua melhor amiga Chelsea são mães solteiras e respectivamente divorciadas. Sendo assim, elas decidem criar seus filhos todos juntos em um apartamento em Chicago. A Raven é mãe dos gêmeos Booker e Nia, fruto do seu casamento frustrado com Devon Carter, sua paixão da adolescência. Já a Chelsea é mãe de Levi, no qual o pai Garrett foi preso devido a um gigantesco calote, a deixando sozinha. 
A casa deles torna-se uma completa bagunça quando o Booker descobre que herdou as características psíquicas da mãe. Nota-se ao longo dos episódios que isso será o motivo de inúmeras confusões. Prepara-te para viver grandes e divertidas aventuras com a Raven, Booker e Nia, a vizinha Tess e para completar sua melhor amiga Chelsea e o filho Levi.
Na segunda temporada vem com a descoberta por parte da Raven e o Booker sobre o segredo que vinham escondendo um do outro. Além disso, a protagonista abre uma linha de roupas nomeada como Ravenous. Já na terceira temporada com mais aventura e diversão dessa turma, desta vez todos viajam para fora de Chicago e também reencontram Garrett pai de Levi.

## Produção
Oito anos após o fim da série original, começaram a existir rumores que a série poderia voltar ou que poderia vir a existir um spin-off de That's So Raven.
A 27 de outubro de 2016, foi anunciado que Raven-Symoné iria protagonizar e produzir um spin-off da série original e também que, Raven-Symoné iria deixar de ser uma das apresentadoras do The View para trabalhar em tempo integral na série. Em novembro de 2016, foi anunciado que Anneliese van der Pol iria também protagonizar de novo a Chelsea Daniels, no spin-off That's So Raven também como uma mãe divorciada, com um filho, Levi. Em abril de 2017, a série foi oficialmente confirmada com o título de Raven's Home.
Em 10 de outubro de 2017, o Disney Channel renovou a série para uma segunda temporada.[3]
A 3ª Temporada de Raven's Home, foi confirmada por Raven-Symoné, em vários meios de comunicação em 10 de outubro de 2018.O Disney Channel confirmou oficialmente a 3ª Temporada em 29 de novembro de 2018. As filmagens começaram em 8 de novembro de 2018.

## Elenco

### Principal
- Raven-Symoné - Raven Baxter
- Issac Ryan Brown - Booker Baxter
- Navia Robinson - Nia Baxter
- Jason Maybaum - Levi Grayson
- Sky Katz - Tess O'Malley
- Anneliese van der Pol - Chelsea Daniels

### Recorrentes
- Jonathan McDaniel - Devon Carter
- Leslie David Baker - Diretor Wentworth
- Skyler Day - Paisley
- Anthony Alabi - Treinador Spitz

### Convidados
- Raven-Symoné - Liz Ania
- Anneliese van der Pol - Segurança de Liz Ania
- Bruno Amato - Sr. Jablonski
- Peggy Miley - Mãe do Sr. Jablonski
- Jordan Black - Carnie
- Lexi Underwood - Shannon
- Reginald Ballard como Bouncer
- Nina Millin - Brenda
- Philip Solomon - Jordan
- Cleo Berry - Lawrence
- Tristan DeVan - Wally
- Valerie Azlynn - Diane
- Nicolas Cantu - Travis
- Izzy Diaz - Sr. Alvarez
- Kimrie Lewis-Davis - La

## Episódios
| #  | #  | Título                                                                  | Dirigido por          | Escrito por                                                                         | Estreias                                  | Código de produção | Audiência (em milhões) |
| -- | -- | ----------------------------------------------------------------------- | --------------------- | ----------------------------------------------------------------------------------- | ----------------------------------------- | ------------------ | ---------------------- |
| 35 | 1  | "Amigo-Navio (PT)" "Friend-Ship"                                        | Trevor Kirschner      | Eunetta T. Boone                                                                    | 17 de junho de 2019 20 de abril de 2020   | 303                | 0.63                   |
| 36 | 2  | "Perdida no Mar (PT)" "Lost at Chel-Sea"                                | Trevor Kirschner      | Warren Hutcherson                                                                   | 24 de junho de 2019 21 de abril de 2020   | 304                | 0.74                   |
| 37 | 3  | "Fluxo Esfumado (PT)" "Smoky Flow"                                      | Sheldon Epps          | LaTonya Croft                                                                       | 1 de julho de 2019 22 de abril de 2020    | 301                | 0.51                   |
| 38 | 4  | "Irmã, Tornado (PT)" "Twister, Sister"                                  | Sheldon Epps          | Chase Heinrich e Micah Steinberg                                                    | 8 de julho de 2019 23 de abril de 2020    | 302                | 0.59                   |
| 39 | 5  | "Veste-te e Expressa-te (PT)" "Dress to Express"                        | Danielle Fishel       | Octavia Bray                                                                        | 15 de julho de 2019 4 de maio de 2020     | 306                | 0.54                   |
| 40 | 6  | "Trilha Censurada (PT)" "Diss Track"                                    | Wendy Faraone         | Zora Bikangaga                                                                      | 22 de julho de 2019 5 de maio de 2020     | 305                | 0.56                   |
| 41 | 7  | "Desordem no Tribunal (PT)" "Disorder in the Court"                     | Lynda Tarryk          | Susan Jaffee                                                                        | 13 de setembro de 2019 6 de maio de 2020  | 307                | 0.57                   |
| 42 | 8  | "Escola Armadilhada (PT)" "School House Trap"                           | Wendy Faraone         | LaTonya Croft                                                                       | 20 de setembro de 2019 7 de maio de 2020  | 309                | 0.48                   |
| 43 | 9  | "Sonhos em Califórnia (PT)" "Cali Dreams"                               | Jon Rosenbaum         | Zora Bikangaga                                                                      | 27 de setembro de 2019 18 de maio de 2020 | 310                | 0.44                   |
| 44 | 10 | "Assustar a Realidade (PT)" "Creepin' It Real"                          | Rich Correll          | Warren Hutcherson                                                                   | 11 de outubro de 2019 2020                | 314                | 0.63                   |
| 45 | 11 | "As Miúdas Só Querem Ter Telefones (PT)" "Girls Just Wanna Have Phones" | Danielle Fishel       | Chase Heinrich e Micah Steinberg                                                    | 18 de outubro de 2019 2020                | 308                | 0.51                   |
| 46 | 12 | "Calças Justas de Sexta-feira à Noite (PT)" "Friday Night Tights"       | Leonard R. Garner Jr. | Eunetta T. Boone                                                                    | 25 de outubro de 2019 2020                | 311                | 0.52                   |
| 47 | 13 | "Não é Fácil Ser Verde (PT)" "It's Not Easy Being Green"                | Lynda Tarryk          | Susan Jaffee                                                                        | 1 de novembro de 2019 2020                | 312                | 0.52                   |
| 48 | 14 | "Acima da Tripulação (PT)" "Crewed Up"                                  | Lynda Tarryk          | Octavia Bray                                                                        | 15 de novembro de 2019 2020               | 313                | 0.43                   |
| 49 | 15 | "Desculpa, o Pai És Tu (PT)" "Sorry to Father You"                      | Raven-Symoné          | Chase Heinrich e Micah Steinberg                                                    | 22 de novembro de 2019 2020               | 315                | 0.47                   |
| 50 | 16 | "Farsa de Natal (PT)" "Bah Humbugged"                                   | Kim Fields            | LaTonya Croff                                                                       | 6 de dezembro de 2019 2020                | 319                | 0.42                   |
| 51 | 17 | "Perda de Identidade (PT)" "The Foreign Identity"                       | Wendy Faraone         | Savannah Kopp                                                                       | 23 de fevereiro de 2020 2020              | 316                | 0.56                   |
| 52 | 18 | "E Quanto aos Teus Amigos? (PT)" "What About Your Friends?"             | Warren Hutcherson     | LaTonya Croff                                                                       | 1 de março de 2020 2020                   | 324                | 0.48                   |
| 53 | 19 | "Aulas de Adolescência (PT)" "Adolessons"                               | Danielle Fishel       | Jason Hauser                                                                        | 8 de março de 2020 2020                   | 317                | 0.29                   |
| 54 | 20 | "Espacar por um Triz (PT)" "Close Shave"                                | Zora Bikangaga        | Rich Correll                                                                        | 15 de março de 2020 2020                  | 318                | 0.53                   |
| 55 | 21 | "Correntes em Arco (PT)" "Hoop Streams"                                 | Trevor Kirschner      | Octavia Bray                                                                        | 22 de março de 2020 2020                  | 320                | 0.42                   |
| 56 | 22 | "Batida (PT)" "Slammed"                                                 | Raven-Symoné          | Susan Jaffee                                                                        | 29 de março de 2020 2020                  | 321                | 0.48                   |
| 57 | 23 | "Na Borda (PT)" "On Edge"                                               | Lynda Tarryk          | Adrienne Carter                                                                     | 5 de abril de 2020 2020                   | 322                | 0.35                   |
| 58 | 24 | "A História do So-fa (PT)" "The Story So-fa"                            | Danielle Fishel       | Chase Heinreich e Micah Steinberg                                                   | 19 de abril de 2020 2020                  | 323                | 0.40                   |
| 59 | 25 | ASA "In Shoe-encer"                                                     | Rich Corell           | Savannah Kopp e Jason Hauser                                                        | 26 de abril de 2020 2020                  | 325                | 0.48                   |
| 60 | 26 | ASA "Level Up"                                                          | Rich Correll          | Savannah Kopp e Jason Hauser (história) Raven-Symoné e Warren Hutcherson (teleplay) | 3 de maio de 2020 2020                    | 326                | 0.40                   |

## Elenco e Dobragem/Dublagem
| Ator/Atriz            | Personagem           | Dobragem          | Dublagem            |
| Principais            | Principais           | Principais        | Principais          |
| --------------------- | -------------------- | ----------------- | ------------------- |
| Raven-Symoné          | Raven Baxter         | Helena Montez     | Mariana Torres      |
| Issac Ryan Brown      | Booker Baxter Carter | Érica Rodrigues   | Rafael Mezadri      |
| Navia Robinson        | Nia Baxter Carter    | Bárbara Lourenço  | Gigi Patta          |
| Jason Maybaum         | Levi Daniels Grayson | Marta Mota        | Enzo Dannemann      |
| Sky Katz              | Tess                 | Inês Pereira      | Anna Giulia Chantre |
| Anneliese van der Pol | Chelsea Daniels      | Leonor Biscaia    | Flávia Saddy        |
| Recorrentes           |                      |                   |                     |
| Leslie David Baker    | Diretor Wentworth    | Guilherme Barroso | Ricardo Rossatto    |
| Jonathan McDaniel     | Devon Carter         | Pedro Leitão      | José Leonardo       |
| Skyler Day            | Paisley              | Sandra de Castro  | Silvia Goiabeira    |

### Créditos de Dobragem
| Créditos da Dobragem | Portugal                              |
| -------------------- | ------------------------------------- |
| Canção de Abertura   | It's Raven's Home por Elenco original |
| Tradução de Diálogos | Rafael Silva                          |
| Direção de Dobragem  | Rui de Sá                             |
| Estúdios             | SDI Media, S.A.                       |

### Créditos de Dublagem
| Créditos da Dublagem  | Brasil                                     |
| --------------------- | ------------------------------------------ |
| Tema de abertura      | It's Raven's Home por Elenco original      |
| Tradução dos Diálogos | Kiko Bertholini                            |
| Tradução Lírica       | Kiko Bertholini                            |
| Direção musical       | Nandu Valverde                             |
| Diretor Criativo      | Raúl Aldana                                |
| Direção de Dublagem   | Vagner Fagundes (SP) / Marisa Leal (RJ)    |
| Dublado nos Estúdios  | TV Group Digital (SP) / Visom Digital (RJ) |